# نهمین دوره جشن حافظ
نهمین مراسم سینمایی تلویزیونی دنیای تصویر (جشن حافظ) با نام شب بزرگان در تاریخ ۹ شهریور سال ۱۳۸۵ در تالار وزارت کشور تهران برگزار شد. در این دوره فیلم‌های اکران شده در ابتدا تا پایان سال ۱۳۸۴ و همچنین سریال‌های پخش‌ شده در شبکه‌های تلویزیونی از نوروز ۱۳۸۴ تا پایان نوروز ۱۳۸۵ مورد بررسی قرار گرفته‌اند.
همچنین در بخش تلویزیونی، جایزه بهترین چهره تلویزیونی نیز حذف شد و تا ۹ سال، جایزه‌ای اهدا نشد و از این دوره، جایزه بهترین خواننده تیتراژ فیلم و سریال نیز به این تورنومنت اضافه شد.
بهترین فیلم و بهترین مجموعه تلویزیونی این دوره به ترتیب خیلی دور، خیلی نزدیک و شب‌های برره بودند.

## برندگان اصلی
برندگان جایزه در سطر نخست فهرست، به صورت بزرگ نوشته می‌شوند و با یک ستاره (*) نشان داده می‌شوند.

### بخش سینمایی
| بهترین فیلم - خیلی دور، خیلی نزدیک – رضا میرکریمی* - بید مجنون – مجید مجیدی - چهارشنبه سوری – سید جمال ساداتیان - حکم – مسعود کیمیایی | بهترین کارگردانی - اصغر فرهادی – چهارشنبه سوری* - ناصر رفایی – امتحان - مسعود کیمیایی – حکم - مجید مجیدی – بید مجنون - رضا میرکریمی – خیلی دور، خیلی نزدیک |
| بهترین بازیگر مرد - پرویز پرستویی – بید مجنون* - رضا کیانیان – یک بوس کوچولو* - فرهاد آئیش – مکس - جهانگیر الماسی – پشت پرده مه - عزت‌الله انتظامی – حکم - امیر جعفری – مکس - امین حیایی – زن زیادی - مسعود رایگان – خیلی دور، خیلی نزدیک - حمید فرخ‌نژاد – چهارشنبه سوری - پولاد کیمیایی – حکم | بهترین بازیگر زن - فرشته صدرعرفایی – کافه ترانزیت* - رویا نونهالی – ماهی‌ها عاشق می‌شوند* - پانته‌آ بهرام – چهارشنبه سوری - هدیه تهرانی – چهارشنبه سوری - رویا تیموریان – بید مجنون - لیلا حاتمی – حکم - الهام حمیدی – خیلی دور، خیلی نزدیک - گوهر خیراندیش – مکس - مریلا زارعی – زن زیادی - صغری عبیسی – بید مجنون |
| بهترین فیلمنامه - کامبوزیا پرتوی – کافه ترانزیت* - فریدون جیرانی – سالاد فصل - رسول صدرعاملی و کامبوزیا پرتوی – دیشب باباتو دیدم آیدا - مجید مجیدی و فواد نحاس و سید‌ناصر هاشم‌زاده – بید مجنون - رضا میرکریمی و محمدرضا گوهری – خیلی دور، خیلی نزدیک                                           | بهترین فیلمبرداری - علیرضا زرین‌دست – حکم* - مرتضی پورصمدی – مرثیه برف - حسین جعفریان – چهارشنبه سوری - حمید خضوعی ابیانه – خیلی دور، خیلی نزدیک - محمود کلاری – ماهی‌ها عاشق می‌شوند |
| بهترین موسیقی متن - محمدرضا علیقلی – خیلی دور، خیلی نزدیک* - احمد پژمان – بید مجنون - امیر توسلی – مکس - پیمان یزدانیان – چهارشنبه سوری | بهترین تدوین - بهرام دهقانی – خیلی دور، خیلی نزدیک* - جعفر پناهی – حکم - هایده صفی‌یاری – چهارشنبه سوری - محمدرضا مویینی – مکس |
| بهترین طراحی صحنه و لباس - علی رفیعی – ماهی‌ها عاشق می‌شوند* - امیر اثباتی – خیلی دور، خیلی نزدیک - کیوان مقدم – حکم | بهترین صدا - بهمن اردلان – خیلی دور، خیلی نزدیک* - پرویز آبنار – مکس - اسحاق خانزادی – حکم - محمدرضا دلپاک – بید مجنون - حسن زاهدی – چهارشنبه سوری |

### فیلم‌ها با نامزدی متعدد
| تعداد نامزدی‌ها | فیلم                  |
| -------------- | --------------------- |
| ۱۰             | خیلی دور، خیلی نزدیک  |
| ۱۰             | حکم                   |
| ۹              | چهارشنبه سوری         |
| ۸              | بید مجنون             |
| ۶              | مکس                   |
| ۳              | ماهی‌ها عاشق می‌شوند    |
| ۲              | زن زیادی              |
| ۲              | کافه ترانزیت          |
| ۱              | امتحان                |
| ۱              | یک بوس کوچولو         |
| ۱              | پشت پرده مه           |
| ۱              | سالاد فصل             |
| ۱              | دیشب باباتو دیدم آیدا |
| ۱              | مرثیه برف             |

| تعداد جایزه | فیلم                 |
| ----------- | -------------------- |
| ۴           | خیلی دور، خیلی نزدیک |
| ۲           | بید مجنون            |
| ۲           | ماهی‌ها عاشق می‌شوند   |
| ۲           | حکم                  |
| ۱           | چهارشنبه سوری        |
| ۱           | یک بوس کوچولو        |
| ۱           | کافه ترانزیت         |

### بخش تلویزیونی
| بهترین مجموعه تلویزیونی - شب‌های برره – حسن شکوهی و محسن چگینی* - حس سوم – حبیب اسماعیلی - متهم گریخت – ایرج محمدی - نیمکت – صدرالدین حجازی                                   | بهترین کارگردانی - رضا عطاران – متهم گریخت* - محمد رحمانیان – نیمکت - مهدی فخیم‌زاده – حس سوم - مهران مدیری – شب‌های برره                                           |
| بهترین فیلمنامه - پیمان قاسم‌خانی – شب‌های برره* - محمد رحمانیان – نیمکت - محسن شاه‌محمدی – و خداوند عشق را آفرید - مهدی فخیم‌زاده – حس سوم - همایون شهنواز – روزهای به‌یادماندنی | بهترین بازیگر مرد درام - مهدی فخیم‌زاده – حس سوم* - پرویز پورحسینی – روزهای به‌یادماندنی - حامد بهداد – سایه آفتاب - علی عمرانی – نیمکت - افشین هاشمی – نیمکت       |
| بهترین بازیگر زن درام - نسرین مقانلو – حس سوم* - لاله اسکندری – مشق عشق - سحر زکریا – برای آخرین بار - مهتاب نصیرپور – نیمکت - آنا نعمتی – سایه آفتاب                        | بهترین بازیگر مرد کمدی - سیامک انصاری – شب‌های برره* - مهران مدیری – شب‌های برره* - رضا شفیعی‌جم – جایزه بزرگ - محمد شیری – شب‌های برره - سیروس گرجستانی – متهم گریخت |
| بهترین بازیگر زن کمدی - بهنوش بختیاری – شب‌های برره* - شهربانو موسوی – جایزه بزرگ - مریم امیرجلالی – متهم گریخت - فلامک جنیدی – شب‌های برره - شقایق دهقان – شب‌های برره         | |

### مجموعه‌ها با نامزدی متعدد
| تعداد نامزدی‌ها | مجموعه                |
| -------------- | --------------------- |
| ۹              | شب‌های برره            |
| ۷              | متهم گریخت            |
| ۶              | نیمکت                 |
| ۵              | حس سوم                |
| ۳              | سایه آفتاب            |
| ۲              | روزهای به‌یادماندنی    |
| ۲              | برای آخرین بار        |
| ۲              | جایزه بزرگ            |
| ۱              | و خداوند عشق را آفرید |
| ۱              | مشق عشق               |
| ۱              | مثل همیشه             |

| تعداد جایزه | مجموعه     |
| ----------- | ---------- |
| ۵           | شب‌های برره |
| ۲           | حس سوم     |
| ۱           | متهم گریخت |

### جوایز دیگر
| یک عمر فعالیت هنری - داریوش مهرجویی* | جایزه ویژه هیئت داوران - مجید مجیدی – بید مجنون* |
| بهترین سینماگر جوان - وحید نصیریان – حافظ و کنتراست* - الهام حسین‌زاده – داستان همسفر خاموش - محمد شیروانی – رئیس جمهور میرقنبر - موسسه فرهنگی حور – انیمیشن های فرهنگ ترافیک ، راهنمایی و رانندگی - نقی نعمتی – با او و خط آزاد | بهترین خواننده تیتراژ فیلم و مجموعه تلویزیونی - رضا یزدانی – حکم* - امیرحسین مدرس و رضا عطاران – متهم گریخت - علیرضا قربانی – سایه آفتاب - احسان خواجه‌امیری – برای آخرین بار - امیریل ارجمند – مثل همیشه - مجید اخشابی – متهم گریخت |

## منبع
1. ↑  «نهمین دوره جشن حافظ (سال 1385) - جشن حافظ». ۱۴۰۰-۱۲-۰۲. دریافت‌شده در ۲۰۲۲-۰۳-۱۷.